# Anaao Assomed
Anaao Assomed è un sindacato di medici e dirigenti sanitari italiani.
Alla rilevazione per il triennio 2021-2024 dell'Agenzia per la rappresentanza negoziale delle pubbliche amministrazioni risultavano iscritti all'Anaao Assomed 18.038 medici. Con il 25,92% del totale delle deleghe, risultava nel periodo il sindacato più rappresentativo del settore. In totale gli iscritti sono circa 24.000..

## Storia
L'Anaao-Simp fu fondato il 23 luglio 1959 a Vicenza con la denominazione Anaao-Simp (Associazione Nazionale Aiuti Assistenti Ospedalieri - Sindacato Italiano Medicina Pubblica), per iniziativa di alcuni medici nel Veneto  (Stelio Ferolla, Wladimiro Gualandi, Antonio Scannagatta, Andrea Marsiag, Giorgio Pomerri, Camillo Cernetti), il primo segretario nazionale eletto è stato Giorgio Pomerri.
Nel 1959 l'Anaao-Simp fu tra i promotori e poi tra i firmatari del primo accordo sul trattamento economico dei medici ospedalieri; un accordo organico che andava a ridefinire e razionalizzare i differenti trattamenti e i vari contratti a termine precedenti.Nel 1965 sotto la guida di Stelio Ferolla, allora segretario Nazionale, venne siglato il primo accordo sul trattamento economico per i medici ospedalieri, che mise fine a una molteplicità di rapporti di lavoro con contratti a termine, provvisori e sottopagati, introducendo un criterio certo di proporzionalità nella retribuzione tra apicali (Primari) ed Aiuti ed Assistenti Ospedalieri.
Queste attività portarono nel 1968, alla formulazione in stretta collaborazione tra l'allora  segretario Nazionale Stelio Ferolla e l'allora ministro della sanità Luigi Mariotti  della cosiddetta "legge Mariotti (legge 12 febbraio 1968, n. 132)", recante disposizioni in tema di enti ospedalieri e assistenza ospedaliera, con cui il comparto ospedaliero fu profondamente riformato attraverso la trasformazione degli ospedali in enti pubblici distinti dagli enti di assistenza del tipo IPAB ed in cui si definirono meglio i ruoli Ospedalieri.
Alla fine degli anni '70 l'Anaao si pose in maniera critica rispetto alla riforma della Sanità Pubblica (Legge n. 833/1978) ritenendo troppo scarso il coinvolgimento della figura del medico tanto nell'elaborazione del programma quanto nella successiva gestione del Sistema Sanitario Nazionale.
L'Anaao-Simp firma nel 1987 l'accordo con il Ministro della Sanità Carlo Donat-Cattin sul contratto dei medici, dopo una lunga serie di agitazioni e trattative (che pongono l'Anaao-Simp anche in contrasto con i sindacati confederali).
Nel 1992 l'Anaao-Simp contesta la riforma del Sistema sanitario nazionale (D.Lgs.  nº 30.502/1992) proposta dal Ministro Francesco De Lorenzo, ritenendo che marginalizzasse il ruolo del medico nella gestione del sistema.
Nel 1995 l'Anaao-Simp cambia il proprio nome in "Anaao-Assomed - Associazione Medici Dirigenti", ritenendo che questo acronimo fosse più adatto al ruolo che i medici andavano assumendo con la nuova riforma.
Negli anni tra il 1996 e il 2000 l'Anaao si pose in maniera meno critica rispetto al passato, ritenendo l'operato del nuovo Ministro della Sanità Rosy Bindi più incline a riconoscere le istanze della categoria medica. Inoltre si introduceva la possibilità di esercitare la libera professione intramoenia (D.Lgs. nº 229/1999) che venne vista dal sindacato stesso come una possibilità di scelta positiva sia per il medico che per il paziente.
Nel 1998 l'Anaao aderì alla Confederazione sindacale della dirigenza del pubblico impiego.
L'Anaao partecipò alle agitazioni sindacali (complessivamente note come Vertenza Salute) che 24 aprile 2004 portano allo sciopero nazionale e una manifestazione a Roma cui partecipano 30.000 medici. Successivamente alla mobilitazione si arriva alla definizione del nuovo contratto dei medici per il periodo 2002-2005, che l'ANAAO firma assieme alle altre sigle sindacali. Il contratto sarà rinnovato nel maggio 2008 dopo una nuova serie di agitazioni e un altro sciopero nazionale (26 novembre 2007).
Nel 2010 il congresso dell'Anaao Assomed di Silvi Marina elegge come segretario nazionale Costantino Troise, al posto del dimissionario Carlo Lusenti divenuto nel frattempo l'Assessore alla salute della Regione Emilia-Romagna.
Nel 2013 L'Anaao aderisce alla FeSpA (Federazione Specialistica Ambulatoriale).
Dopo circa quattro anni da un primo accordo siglato alla fine del 2009, nel Congresso Statutario straordinario Anaao Assomed del novembre 2013 è stata sancita la definitiva confluenza in ANAAO di SDS Snabi, il più rappresentativo sindacato della Dirigenza Sanitaria.
Il 21 giugno 2014 nel congresso di Abano Terme Costantino Troise è stato confermato segretario per il quadriennio 2014-2018.
Nel giugno del 2018 al Congresso di Roma, gli succede Carlo Palermo per il quadriennio 2018-2022.
Al Congresso di Napoli del 2022, per il quadriennio 2022-2024, è stato eletto segretario Pierino Di Silverio.

## Segretari nazionali
- 1959 Giorgio Pomerri
- 1962-1968  Stelio Ferolla
- 1968-1981  Pietro Paci
- 1981-1984 Luigi Bonfanti
- 1984-1987 Carlo Monti
- 1987-1990 Aristide Paci
- 1990-1991 Giovanni Visci
- 1991-2000 Enrico Bollero
- 2000-2006  Serafino Zucchelli
- 2006-2010  Carlo Lusenti
- 2010-2018 Costantino Troise
- 2018-2022 Carlo Palermo
- 2022- Pierino Di Silverio

## Organizzazione
Organi nazionali
- Segretario Nazionale (esecutivo)
- Esecutivo Nazionale
- Direzione Nazionale (indirizzo politico)
- Consiglio Nazionale (consultivo)

Organi regionali
- Segretario Regionale
- Conferenza permanente dei Segretari Regionali e delle Province Autonome (coordinamento e collegamento)

Organi aziendali
- Segretario Aziendale

### Settori

#### Anaao Giovani
Comprende gli iscritti di età non superiore a 40 anni, medici, indipendentemente dal contratto e dal tipo di rapporto di lavoro.

#### Dirigenza Sanitaria
Comprende la rappresentanza dei Dirigenti Sanitari (biologi, chimici, fisici, farmacisti, psicologi) e delle A.R.P.A.

## Rapporti internazionali
L’Anaao Assomed è delegata per l’Italia presso la FEMS (Federazione Europea dei Medici Salariati).
Il Settore Anaao Giovani è membro ufficiale dell’European Junior Doctors.